# ボコノン教
ボコノン教（ボコノンきょう、Bokononism）は、カート・ヴォネガットの1963年のSF小説『猫のゆりかご』に登場する架空の宗教。
カリブ海の架空の島サン・ロレンゾに漂着したライオネル・ボイド・ジョンスン（Lionel Boyd Johnson）が教祖ボコノン（Bokonon）として始めた宗教。彼が書いた『ボコノンの書』を経典とする。ボコノンは国家的に迫害され、信仰も禁止されており、教徒は鈎吊りにされることになっているが、それはボコノンが信仰心を強めるためにあえて設定した策略であり、実際にはほとんどの住民がボコノン教徒であり、鈎吊りも滅多に実行されない。
その教えは非常に強いアイロニーやユーモア・逆説に富んだものであり、キリスト教をはじめ現実に存在する一般的な宗教に対するアンチテーゼとなっている。

## 用語
フォーマ
無害な非真実。『猫のゆりかご』冒頭には「フォーマを生きるよるべとしなさい。」という一節が『ボコノンの書』第一の書第五節から引かれている。
カラース
神の御心のために働く人々のグループ。
カンカン
人々をカラースの中に組み込むきっかけとなる物事。
シヌーカス
「人生の巻きひげ」のこと。
ワンピーター
カラースの軸。
デュプラス
2人だけで構成された「カラース」。ミントン夫妻が例として挙げられている。
グランファルーン
間違った「カラース」。人々が重要だと誤解しているグループ。例として、あらゆる国家、共産党、ジェネラル・エレクトリック社などが挙げられている。
ボコマル
お互いの足の裏同士をくっつけ合うことで、2人の意識を混ぜ合わせる儀式。行うと相手と強い親密感を味わうことができる。
ザーマーキボ
宿命、避けられない運命。
ボラシシ
太陽。
パブ
月。
ヴィンデット
ボコノン教の方向へ突然押し出されること。
サルーン
ヴィンデットの意向に従うこと。
シンワット
人の愛をひとり占めしようとする人間。悪とされる。
プールパー
神の怒り。